# Salière (ustensile de cuisine)

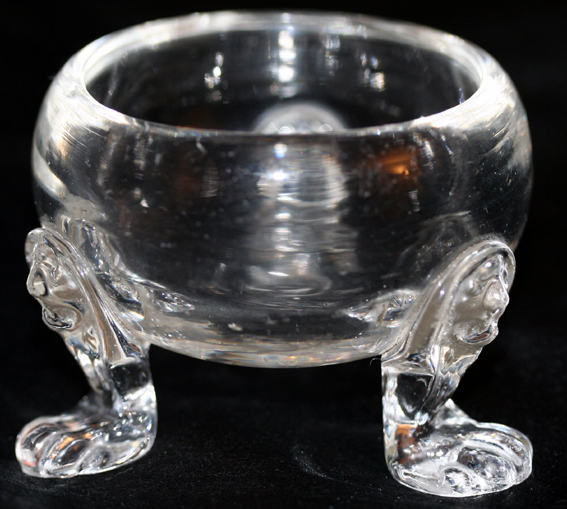
Salière (Angleterre, vers 1720).

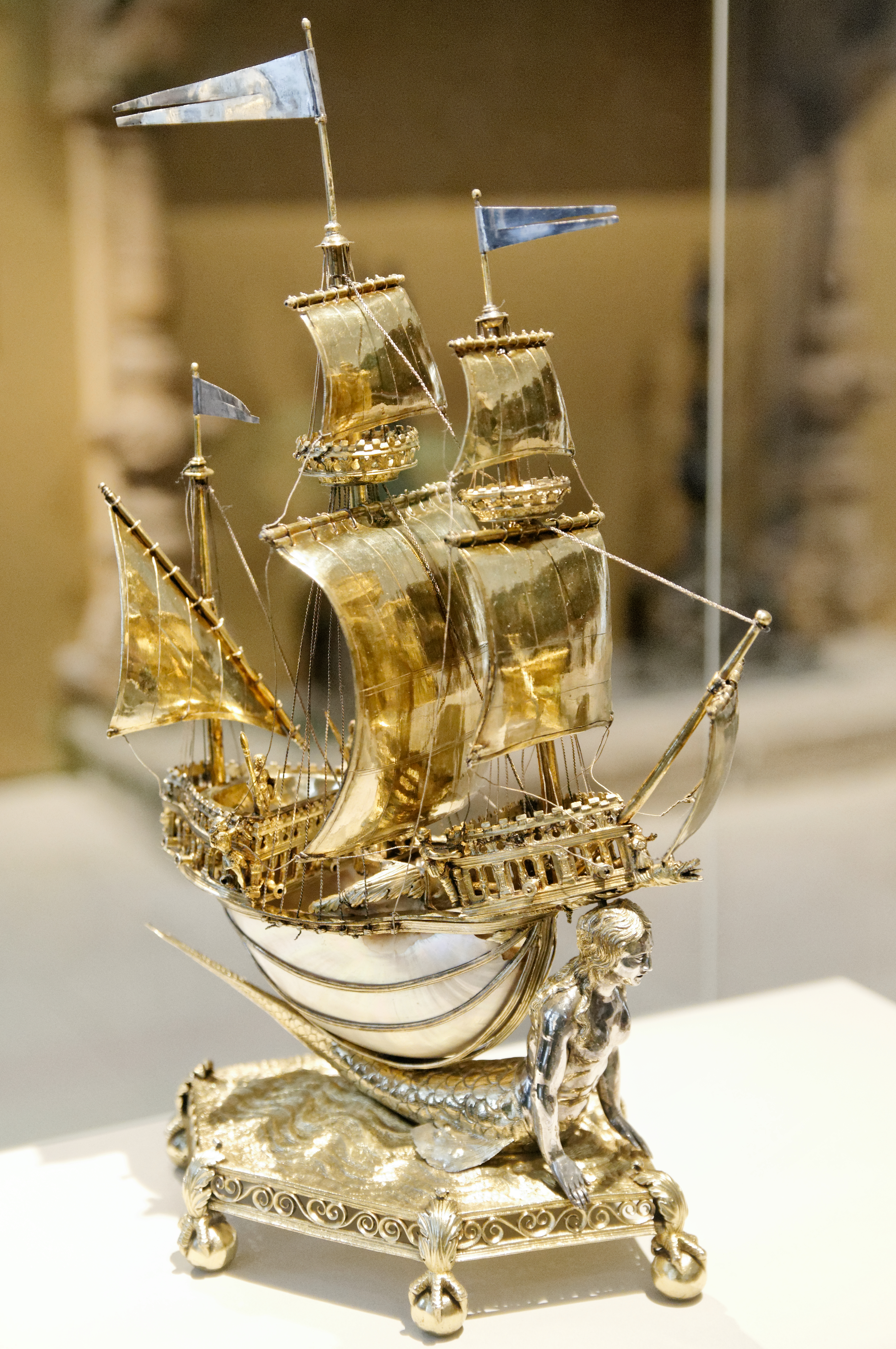
Salière (Paris, France, vers 1527-1528).

Une salière est un récipient, en général de petite taille, utilisé pour contenir le sel et le mettre à la disposition des convives. Certaines, comme la nef de Burghley et la salière de Cellini, sont des chefs-d’œuvre de sculpture et d'orfèvrerie.